# NGC 1520
NGC 1520 је група звезда у сазвежђу Трпеза која се налази на NGC листи објеката дубоког неба.
Деклинација објекта је - 76° 48' 20" а ректасцензија 3h 57m 51,1s. Привидна величина (магнитуда) објекта NGC 1520 износи 12,8. NGC 1520 је још познат и под ознакама ESO 32-SC5.